# Nazi chic

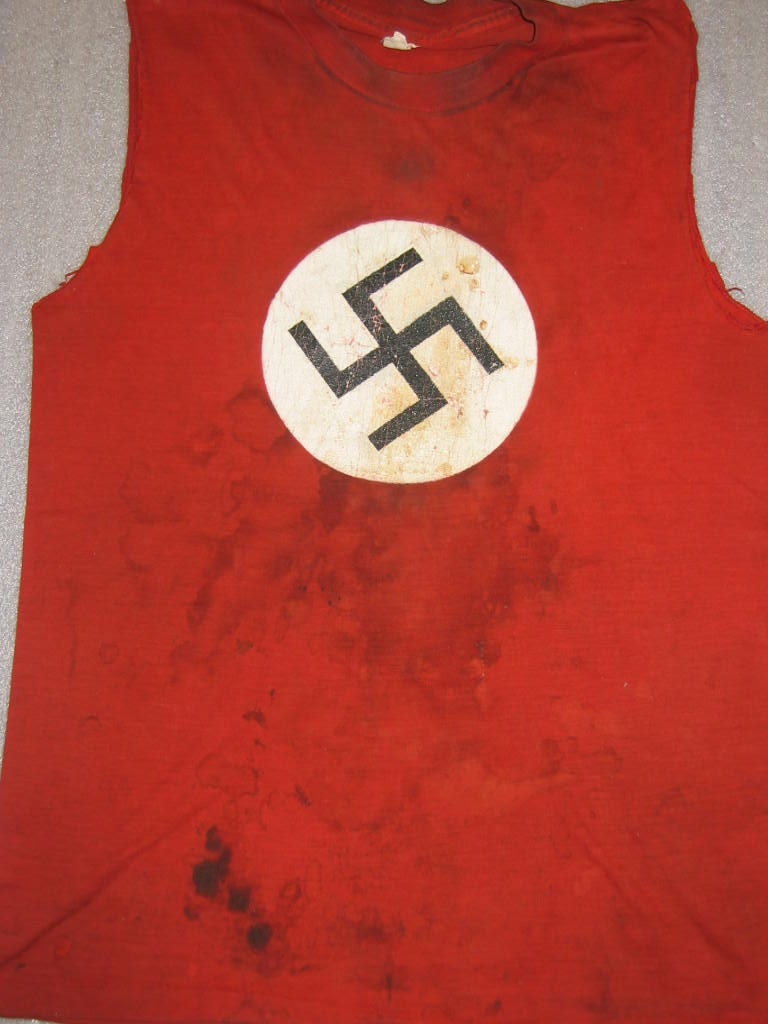
Camiseta com suástica usada pelo músico punk Sid Vicious na década de 1970

A expressão Nazi chic refere-se ao uso do estilo nazista em imagens e roupa na cultura popular.

## História
Na subcultura punk da década de 1970, muitos itens foram desenhados para chocar a opinião pública, e tornaram-se populares. Entre esses itens da moda punk estava a camiseta com uma suástica, um crucifixo de cabeça para baixo e a palavra DESTROY (destrua) — exibidos por Johnny Rotten no videoclipe de "Pretty Vacant" do Sex Pistols. Siouxsie Sioux do Siouxsie & the Banshees também vestia uma suástica. Raramente notava-se interesse na promoção dos ideais nazistas, e aqueles com tais interesses tornavam-se parte das subculturas Nazi punk ou Skinhead nazista.
Em 1984, duas camisetas de Adolf Hitler tornaram-se populares; a mais famosa delas era a Adolf Hitler European Tour (Turnê Europeia de Adolf Hitler), que apresentava uma imagem de Hitler e um mapa da Europa, com os territórios conquistados devidamente marcados. Havia escrito na camiseta, acompanhando a imagem, o que seria a lista dos "concertos":
- Setembro de 1939 Polônia
- Setembro de 1940 Inglaterra Cancelado
- Abril de 1940 Noruega
- Abril de 1941 Iugoslávia
- Maio de 1940 Luxemburgo
- Maio de 1941 Grécia
- Maio de 1940 Holanda
- Junho de 1941 Creta
- Maio de 1940 Bélgica
- Agosto de 1942 Rússia Cancelado
- Junho de 1940 França
- Julho de 1945 Bunker de Berlim

Michael Stipe, vocalista do R.E.M., num concerto da banda em 28 de setembro de 1986, pediu que uma pessoa saísse do local por estar vestindo uma camiseta da Adolf Hitler European Tour. Uma camiseta menos popular trazia Hitler fazendo a famosa saudação com o braço estendido e um ioiô pendurado na mão, junto com os dizeres European yo-yo champion 1939-1945 (Campeão europeu de ioiô 1939-1945). A venda resultou em processo legal na Alemanha.